# Стара-Блотница (гмина)
Стара-Блотница (пол. Stara Błotnica) — сельская гмина (волость) в Польше, входит как административная единица в Бялобжегский повет, Мазовецкое воеводство. Население — 5226 человек (на 2004 год).

## Демография
| Перепись                       | Всего   | Всего | Женщины | Женщины | Мужчины | Мужчины |
| ------------------------------ | ------- | ----- | ------- | ------- | ------- | ------- |
| Единицы                        | человек | %     | человек | %       | человек | %       |
| Население                      | 5226    | 100   | 2594    | 49,6    | 2632    | 50,4    |
| Плотность населения (чел./км²) | 54,3    | 54,3  | 27      | 27      | 27,3    | 27,3    |

## Сельские округа
1. Хрусцехув
2. Чижувка
3. Гродзиско
4. Якубув
5. Кашув
6. Лемпин
7. Новы-Гузд
8. Новы-Кадлубек
9. Новы-Келбув
10. Понговец
11. Пежхня
12. Рыки
13. Семирадз
14. Стара-Блотница
15. Старе-Секлюки
16. Старе-Жджары
17. Стары-Гузд
18. Стары-Кадлуб
19. Стары-Кадлубек
20. Стары-Келбув
21. Стары-Кобыльник
22. Стары-Осув
23. Стары-Сопот
24. Турск
25. Жабя-Воля

## Поселения
1. Цупель
2. Гоздовска-Воля
3. Кашувек
4. Колёня-Келбув
5. Кресы
6. Кшивда
7. Курдыбанув
8. Малене
9. Нова-Блотница
10. Нова-Весь
11. Нове-Секлюки
12. Нове-Жджары
13. Новы-Кадлуб
14. Новы-Кобыльник
15. Новы-Осув
16. Поможе
17. Прага
18. Рецица
19. Сопот-Адамщызна
20. Сопот-Гурка
21. Тромбки
22. Вулька-Пежхненьска
23. Замлыне

## Соседние гмины
1. Гмина Бялобжеги
2. Гмина Едлиньск
3. Гмина Пшитык
4. Гмина Радзанув
5. Гмина Стромец
6. Гмина Закшев